# Prohodul Domnului

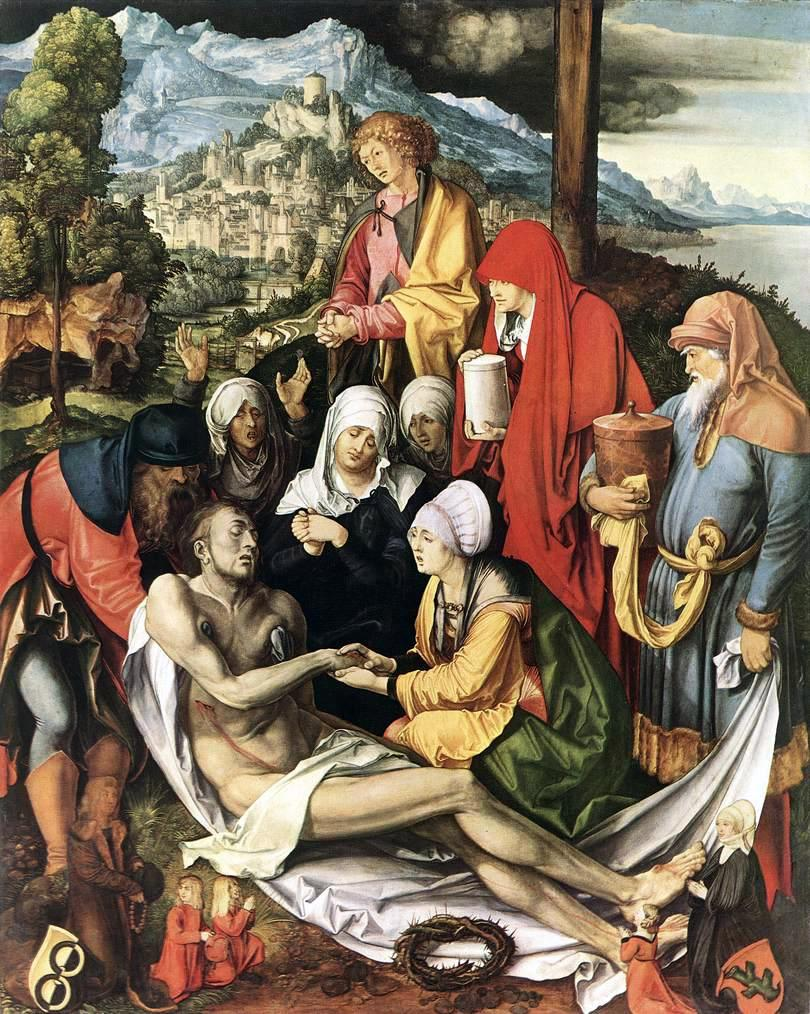
Albrecht Dürer, Prohodul Domnului, ca. 1500, Alte Pinakothek, München.

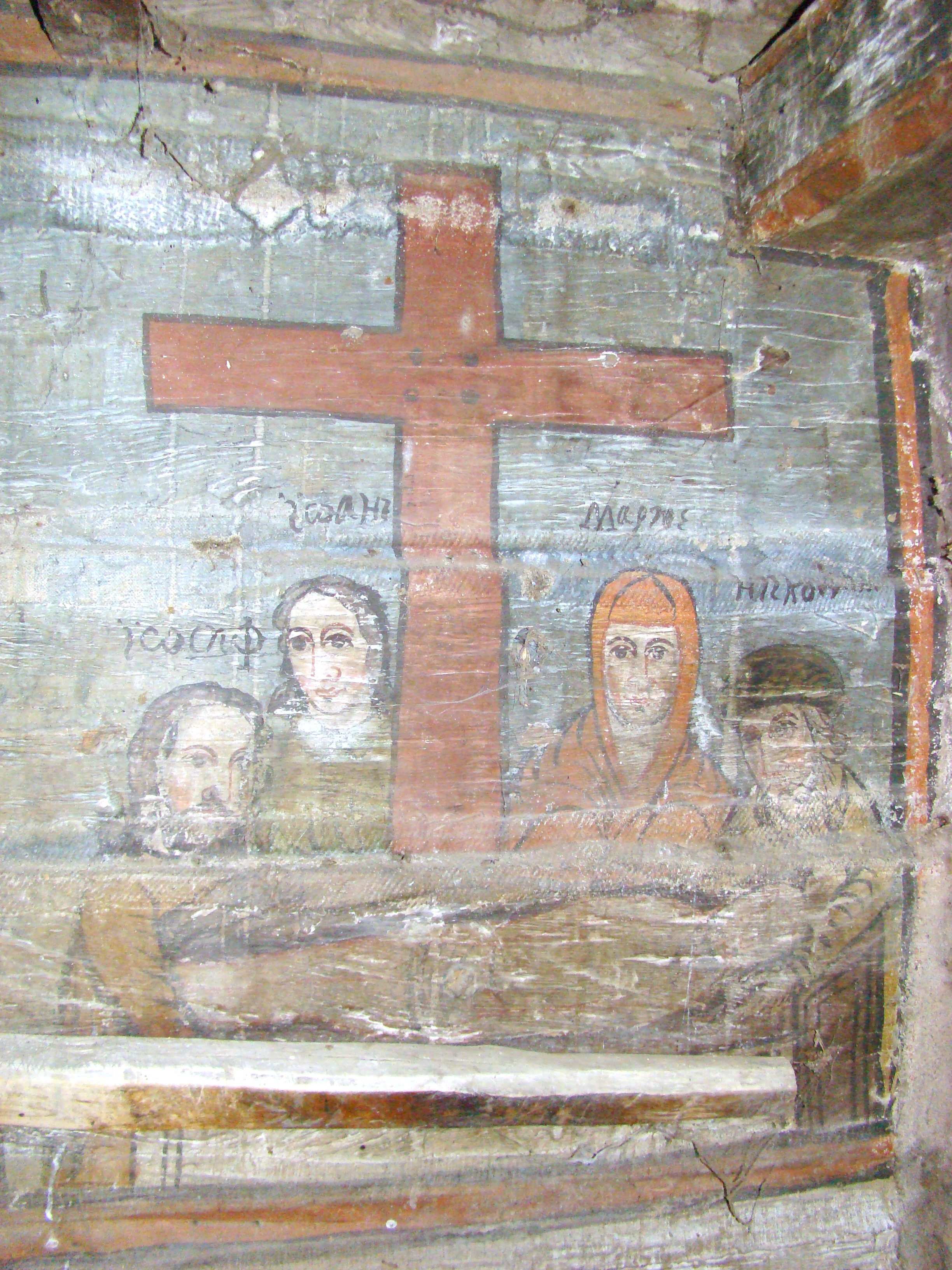
Prohodul Domnului: Iosif din Arimateea, Apostolul Ioan, Maica Domnului și Nicodim îl plâng pe Isus, Biserica de lemn din Gârbău Dejului, sec. al XVIII-lea.

Prohodul Domnului este slujba punerii în mormânt a lui Isus din Nazaret, sau prohodirea, care se cântă în biserici în Vinerea Mare din Săptămâna Patimilor. Slujba se mai numește și Denia Prohodului, denia fiind o vecernie (slujbă de seară) combinată cu utrenie (slujba de dimineață), specifică perioadei Triodului. Prohodul este unul dintre „cele mai îndrăgite imnuri ale ortodocșilor”.

## Descriere
Vinerea Mare este ziua de doliu a creștinătății, în care a fost răstignit Iisus Hristos. În toate bisericile este o zi aliturgică, adică zi în care nu se oficiază slujba liturghiei euharistice. În schimb se oficiaza Denia Prohodului. Credincioșii trec pe sub masa plină cu flori, care simbolizează catafalcul Mântuitorului. Pe aceasta este un epitaf pe care este reprodusă icoana punerii în mormânt a lui Iisus Hristos, Evanghelia și Crucea. La final, preoții și poporul cântă Prohodul Domnului. Slujba se încheie cu procesiunea de înconjurare a bisericii, care simbolizează înmormântarea Domnului.

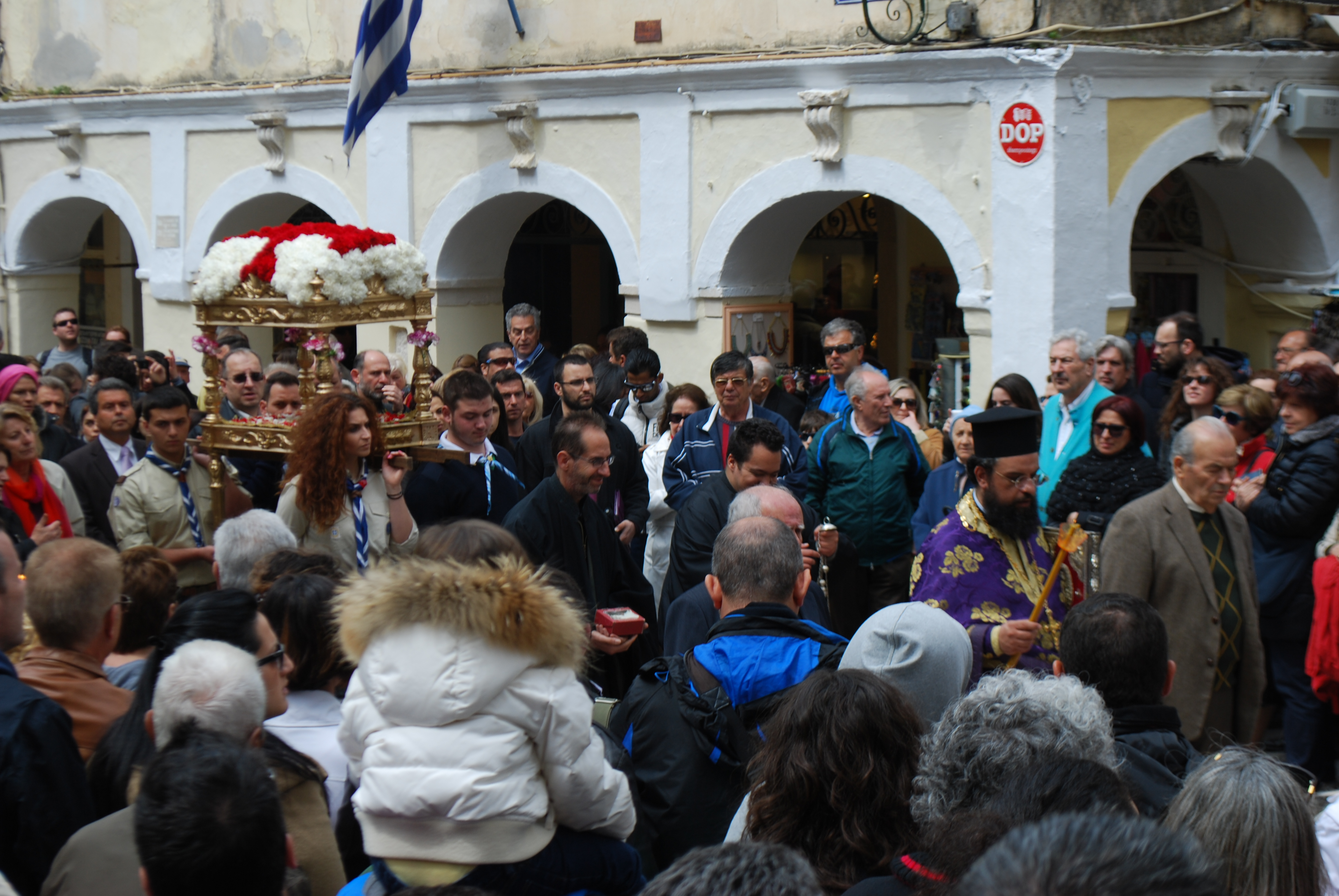
Procesiunea Epitafului (Sfântul Aer) după cântarea Prohodului Domnului în Corfu în 2014.

Este tămâiată întreaga biserică și se începe slujba utreniei Sâmbetei Mari. Se face slujba utreniei duminicilor până la "Dumnezeu este Domnul..." . Apoi se adaugă troparele din Triod. Și sfârșindu-se troparele de cântat sau citit, credincioșii aprind lumânări din ceară curată, iar preoții ies prin ușile împărătești și încep Slujba propriu-zisă a Prohodului.
Strofele Prohodului sunt intercalate între versetele Psalmului 118 (cântarea acestui psalm formează o parte majoră a slujbei de înmormântare ortodoxă, precum și o parte obișnuită a Utreniei de sâmbătă). Prohodul este împărțit în trei secțiuni numite stări, care comemorează Patimile, Moartea și Înmormântarea lui Hristos. Fiecare stare este cunoscută în mod obișnuit prin prima sa frază:
- Prima stare: „În mormânt, Viață”.
- A doua stare: „Cuvine-se dar”.
- A treia stare: „Neamurile toate”.[2]

La începutul fiecărei stări, preotul sau diaconul cădește epitaful. Toate cele trei stări se termină cu aceeași strofă cu care încep în timp ce preotul oficiant tămâiază epitaful pe toate cele patru laturi.

### Versuri
În timp ce unele cântări bisericești au autori sau interpreți celebri, autorul Prohodului rămâne necunoscut. Imnografi renumiți ai imnurilor din Săptămâna Mare, inclusiv Andrei al Cretei, Cosma din Maiuma, Ioan din Damasc, Teofan Mărturisitorul, Teodor Studitul, Iosif Imnograful și Marcu Monahul ar putea fi asociați cu Prohodul, dar nu există niciun argument puternic pentru a confirma paternitatea lui.
Prohodul este prea lung pentru a fi citat integral, dar emoțiile pe care le transmite pot fi văzute din acest scurt rezumat al celei de-a treia stări privind înmormântarea lui Hristos:
| original grecesc | Traducerea în română |
| --- | --- |
| Ω γλυκύ μου έαρ, γλυκύτατόν μου Τέκνον, πού έδυ σου το κάλλος; Υιέ Θεού παντάναξ, Θεέ μου πλαστουργέ μου, πώς πάθος κατεδέξω; Έρραναν τον τάφον αι Μυροφόροι μύρα, λίαν πρωί ελθούσαι. Ω Τριάς Θεέ μου, Πατήρ Υιός και Πνεύμα, ελέησον τον κόσμον. Ιδείν την του Υιού σου, Ανάστασιν, Παρθένε, αξίωσον τους δούλους σου. | Primăvară dulce, Fiul meu preadulce. Frum’sețea unde Ți-a apus? Fiule din Tatăl, Împărat a toate, Cum ai primit patima ? De mir purtătoare, Venind la a Ta groapă, Ți-aduceau, Doamne, miruri O, Treime Sfântă, Tată, Fiu și Duh Sfânt, Lumea o mântuiește. Robilor tăi, Maică, Dă-le ca să vadă ’Nvierea Fiului tău ! |

Aceste versuri au servit drept modele pentru realizarea unora similare pentru Adormirea Maicii Domnului, pentru Sfântul Nicolae și altele.

## Istoric
Manuscrisele timpurii pentru liturghia Sâmbetei Mari nu par să menționeze Prohodul Domnului. Prima referire se găsește în manuscrisele secolului al XIII-lea în legătură cu Psalmul 118. Numărul strofelor a fost însă nedefinit și se pare că imnul a crescut treptat până la forma sa actuală, rezultând multe variații între colecții.
Prima apariție ca atare a Prohodului Domnului a avut loc în ediția greacă din 1522 a cărții Triodului Bisericii Ortodoxe, tipărită la Veneția. Edițiile ulterioare s-au bazat foarte mult pe această sursă.
Potrivit ediției din 1522 a Triodului, precum și ediției din 1906 a Textului Patriarhal al Noului Testament, în Prohodul Domnului există 185 de versuri împărțite în trei stări sau secțiuni.

## Textele din 1915, 1928, 2000 în paralel
Trei ediții sunt puse aici în paralel:
- ediția 1915: Prohodul Domnului nostru Iisus Hristos, scris și armonizat după melodiile bisericești tradiționale (pe ambele muzici) pentru corurile școlare sătelști de I. Popescu-Pasărea, profesor de muzică bisericească la seminariile din București, cântăreț și diriginte al corului Bisericii Kalinderu, președinte al cântăreților bisericești, București, Tipografia profesională Dimitrie C. Ionescu, 1915.
- ediția 1928: Prohodul Domnului nostru Iisus Christos, care se cântă în Sfânta și Marea Vineri seara la priveghere, București, Tipografia cărților *
- ediția 2000: Triodul, București, EIBM al BOR, 2000.

Textele puse în paralel:
- Starea I: orthodoxwiki:ro:Prohodul Domnului (liturgică)/Starea întâi
- Starea a II-a: orthodoxwiki:ro:Prohodul Domnului (liturgică)/Starea a doua
- Starea a III-a: orthodoxwiki:ro:Prohodul Domnului (liturgică)/Starea a treia

## Observații asupra textului
O parte din aceste strofele Prohodului Domnului au fost eliminate sau modificate din ultimele ediții românești ale cărtilor de cult (secolul XX), pentru a se evita interpretarea lor ca o atitudine antisemită la adresa evreilor, după cum urmează:

## Literatură
- Prohodul Domnului nostru Iisus Hristos, scris și armonizat după melodiile bisericești tradiționale (pe ambele muzici) pentru corurile școlare sătelști de I. Popescu-Pasărea, profesor de muzică bisericească la seminariile din București, cântăreț și diriginte al corului Bisericii Kalinderu, președinte al cântăreților bisericești, București, Tipografia profesională Dimitrie C. Ionescu, 1915.
- Prohodul Domnului nostru Iisus Christos, care se cântă în Sfânta și Marea Vineri seara la priveghere, București, Tipografia cărților 1928.
- Triodul, București, EIBM al BOR, 2000.

1. ↑  Th. Stathis, Grigoriou (1982). «Τα κείμενα», σελ. 26 στο συνοδευτικό ένθετο του Tα Πάθη τα σεπτά. Η ψαλτική παράδοση της Μ. Εβδομάδας και του Πάσχα εις τον πάνσεπτο πατριαρχικό ναό του Οικουμενικού Πατριαρχείου στην Κωνσταντινούπολη (σετ 5LP) [The chanting tradition of Holy Week and Easter in the All-Sacred Patriarchal Church of the Ecumenical Patriarchate in Constantinople] (în greacă). Ελληνικό Πολιτιστικό Κέντρο Λονδίνου. pp. 101–105.
2. 1 2  Triodul. Editura Institutul Biblic si de Misiune Ortodoxa - Patriarhia Română. 2010.
3. ↑  García Bóveda, Francisco Javier (2003). „Ecos de la himnografía bizantina en To Axíon estí de Odysseas Elytis” [Echoes of Byzantine hymnography in To Axíon estí by Odysseas Elytis]. Erytheia: Revista de estudios bizantinos y neogriegos (în spaniolă). 24: 279–299. ISSN 0213-1986.
4. 1 2  Pentiuc, Eugen J. (2021). Hearing the Scriptures: Liturgical Exegesis of the Old Testament in Byzantine Orthodox Hymnography (în engleză). Oxford University Press. p. 327. ISBN 978-0-19-023963-3.
5. 1 2  Pentiuc, Eugen J. (2021). Hearing the Scriptures: Liturgical Exegesis of the Old Testament in Byzantine Orthodox Hymnography (în engleză). Oxford University Press. p. 28. ISBN 978-0-19-023963-3.